# Серебровский, Александр Павлович
Александр Павлович Серебровский (25 декабря 1884, Уфа, Уфимский уезд, Уфимская губерния — 10 февраля 1938, Москва) — инженер-механик, революционер, организатор промышленности.

## Биография
Родился в семье потомственного почётного гражданина, бывшего ссыльного по «делу 193-х».
Окончил гимназию в Уфе. В 1902 году поступил в Петербургский технологический институт. Из-за участия в студенческих волнениях отправлен обратно в Уфу. Член РСДРП с 1903 года. Неоднократно арестовывался.
Участник Революции 1905—1907 годов. В 1905 году — член Исполкома Петербургского совета от Путиловского завода. В 1907 году участвовал в подготовке вооруженного восстания во Владивостоке, но до его начала был арестован. В конце 1908 или начале 1909 года эмигрировал в Бельгию, где окончил Высшее техническое училище (1911). В 1911 году вернулся в Россию.
Участник Октябрьской революции 1917 года. После революции на государственной и хозяйственной работе: член коллегии Наркомата торговли (1917—1918), заместитель председателя Чрезвычайной комиссии по снабжению Красной Армии, начальник военного снабжения Украинского фронта (1919), председатель Центрального правления артиллерийских заводов (1919—1920), заместитель наркома путей сообщения (1920).
С 1920 года — председатель Азербайджанского Совета Народного Хозяйства, председатель правления государственного объединения «Азнефть» (Баку).
В 1926 г. — председатель правления Нефтесиндиката СССР.
В 1927—1930 годов — заместитель председателя ВСНХ СССР. С 1928 года — начальник Главного управления по цветным металлам, золоту и платине ВСНХ СССР («Главзолото»), член коллегии Наркомфина СССР.
В 1932—1937 годах — заместитель наркома тяжёлой промышленности СССР.
Инициатор организации ЦНИГРИ. С 1924 года одновременно с государственной деятельностью вёл преподавательскую работу в Азербайджанском политехническом институте, Московской горной академии, институте народного хозяйства им. Г. В. Плеханова.
Член ЦИК СССР. Кандидат в члены ЦК ВКП(б) (1925—1937).

## Арест и казнь

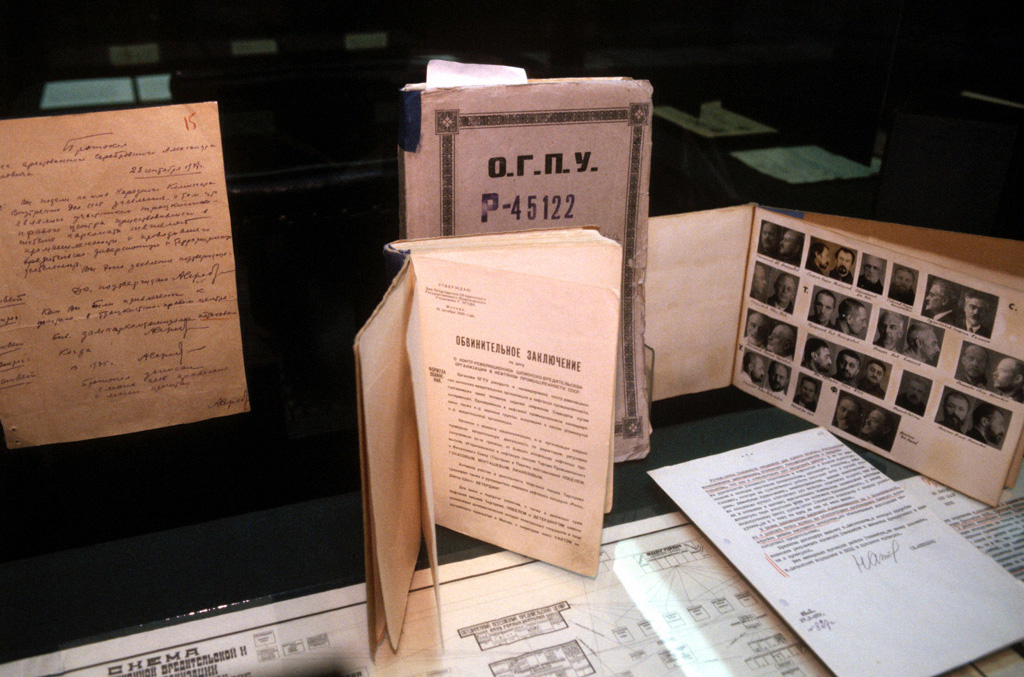
Экспонаты выставки общества «Мемориал» из архива ФСБ: протокол допроса Александра Серебровского 28 сентября 1937 года и обвинительное заключение по обвинениям в контрреволюционном шпионаже и саботаже в нефтяной промышленности СССР

Арестован 23 сентября 1937 г. Постановлением Октябрьского пленума ЦК ВКП(б) (11–12 октября 1937 г.) выведен из состава кандидатов в члены ЦК ВКП(б) как разоблачённый «враг народа».
Обвинён в том, что «с 1934 г. являлся членом центра антисоветской диверсионно-террористической организации правых, действовавшей в системе Тяжелой промышленности СССР. Будучи заместителем наркома тяжелой промышленности, проводил диверсионно-вредительскую работу в золотой промышленности Советского Союза. Кроме этого Серебровский в апреле месяце 1937 г. участвовал в подготовке террористического акта против тов. Ежова. Также установлено, что Серебровский с 1914 по 1917 г. являлся провокатором царской охранки, работал под кличкой „Инженерный“, выдал царской охранке участников подпольного революционного кружка крепости Карс, а с 1930 г. Серебровский являлся агентом разведки одного из иностранных государств, вплоть до дня ареста вел шпионскую работу против СССР, передав иностранной разведке ряд весьма важных государственных тайн Союза».
8 февраля 1938 г. был приговорён Военной коллегией Верховного суда СССР по ст.ст. 58-6, 58-7, 58-8 и 58-11 УК РСФСР к высшей мере наказания – расстрелу с конфискацией личного имущества. Расстрелян 10 февраля 1938 г.
19 мая 1956 г. реабилитирован посмертно.

## Семья
Официально женился в 1915 г. Жена — Анна Владимировна, умерла в 1926 г. в г. Баку. Вторично А. П. Серебровский женился в 1929 г. на дочери межевого инженера В. П. Лукьянова — Евгении Владимировне, с которой прожил до своего ареста.
Е. В. Серебровская вслед за мужем была репрессирована в 1938 и 1948 гг. В январе 1954 г. дочь Инна Александровна написала жалобу в Военную прокуратуру СССР по делам своих родителей. 29 ноября того же года оба дела Е. В. Серебровской были пересмотрены и производством прекращены, и её освободили.
У Серебровских в 1930 году родилась дочь — Инна Александровна (1930—2016), которая стала педагогом и добилась реабилитации отца и матери.
В биографии Фаро Кнунянц Серебровский указан как второй муж.

## Награды
Награждён орденом Ленина (1931) № 47, орденом Трудового Красного Знамени № 44, орденом Красной Звезды № 505 и «четырьмя орденами союзных республик», в частности, орденом Красного Знамени Азербайджанской ССР (28.03.1921).

## Память
С 1964 по 1992 г. посёлок городского типа Карачухур в Азербайджане носил название Серебровский.